# Nemophora metallica
Nemophora metallica — вид метеликів родини довговусих молей (Adelidae).

## Поширення
Вид поширений у значній частині Європи. Присутній у фауні України.

## Опис
Розмах крил 15-20 мм. Крила бронзового забарвлення без візерунків. Вусики самиць у 1,5 рази, а самці втричі довші довжини крила.

## Спосіб життя
Імаго можна спостерігати у червні-серпні. Кормовою рослиною гусені є свербіжниця польова (Knautia arvensis) та коростянка голубина (Scabiosa columbaria). Гусениці спочатку живуть у насінні або квітках рослин, пізніше вони опускаються на землю, де будують гусеничний мішок з сухого листя, де зимують. Заляльковуються у травні в ґрунті.